# Піший нетбол
Ходячий нетбол (англ. Walking netball) — версія нетболу, адаптована до повільнішої гри, яка дозволяє літнім людям або людям із меншою фізичною підготовкою продовжувати гру, повертатися до гри або вперше грати в нетбол. Основні відмінності в правилах полягають у тому, що біг і стрибки заборонені, м'яч може робити додатковий крок і м'яч можна тримати 4 секунди замість 3 секунд. Програма пішохідного нетболу була вперше розроблена в Англії 2017 роre в рамках співпраці між England Netball і благодійною організацією Age UK. У неї грають у таких країнах, як Англія, Австралія та Нова Зеландія.
У дослідницькій статті 2021 року, в якій повідомляється про проєкт, що передбачав ознайомлення з грою членів Жіночого інституту в Англії, було визнано, що ходьба в нетбол є «прийнятним, здійсненним і ефективним втручанням для підвищення фізичної активності та покращення здоров'я жінок середнього та старшого віку».
Подібні повільні види спорту включають піший футбол (асоційований футбол), піше регбі, піший баскетбол, піший хокей (на основі хокею на траві) та піший крикет.